# Allocassine laurifolia
Allocassine laurifolia là một loài thực vật có hoa trong họ Dây gối. Loài này được (Harv.) N.Robson mô tả khoa học đầu tiên năm 1965.